# Пфальцький діалект німецької
Пфальцький діалект німецької мови (самоназва Pälzisch, німецькою Pfälzisch) належить до рейнсько-франкських діалектів середньонімецької групи. Вважається зведеним терміном, сюди ж відносять два відгалуження місцевих мікродіалектів франкського типу — західнопфальцький (Weschdpälzisch) та передньопфальцький (Voadapälsisch).

різні форми вимови «ich habe» в Пфальці

В Німеччині пфальцький діалект найбільш поширений у Баден-Вюртемберзі, Гессені, Рейнланд-Пфальці та Саарланді; невеликий мовний острів розміщений в районі Нижнього Рейну (Франція). Діалект відмежований від мозельсько-франкського ізоглосовою dat/das-лінією, гессенського — fescht/fest-лінією, південнофранкського — appel/apfel, лотаринзького франкського — hus-haus; межі між сусідніми діалектами є досить розмитими. Дослідники розмежовують всередині пфальцького діалекту західний та передньопфальцький уздовж меж районів Кайзерслаутерн та Бад-Дюркхайм разом з gebroch/gebroche-лінією.

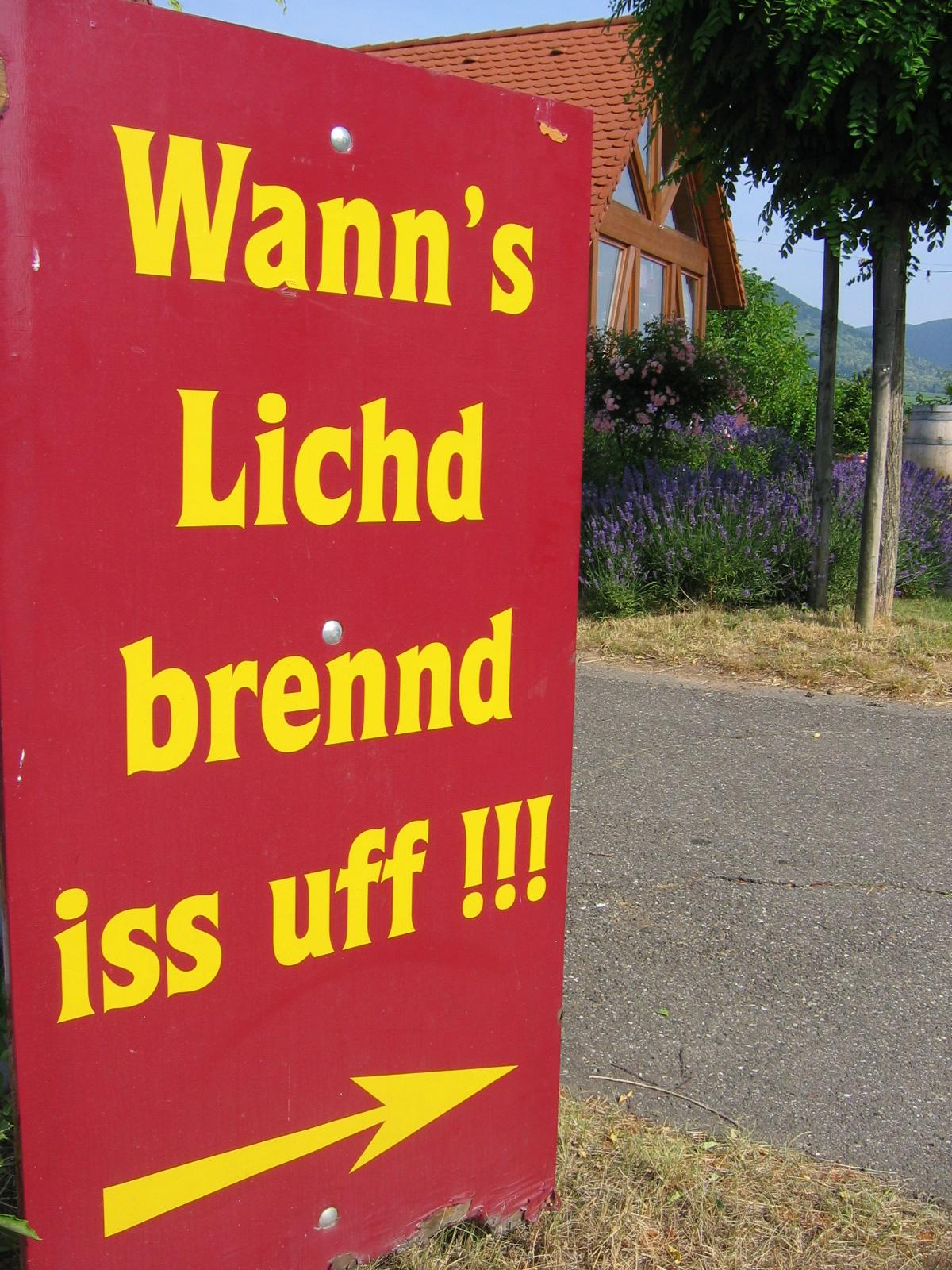
Оголошення на пфальцькому діалекті

Німецька еміграція до Північної Америки в XVIII—XIX століттях відбувалася переважно із Пфальцу, на нових землях їм практично протягом десяти поколінь вдалося зберігати власний діалект, що нині зветься Pennsilfaanisch Deitsch.
Найбільш відомим письменником на пфальцькому діалекті є Пауль Мюнх (Paul Münchs) (1879—1951), учитель та поет.